# Nocturne (Boulanger)
Pour les articles homonymes, voir Nocturne.
Nocturne, ou Pièce courte, est une œuvre de Lili Boulanger pour violon ou flûte et piano composée en 1911.

## Composition
Nocturne, ou Pièce courte (titre indiqué sur le manuscrit autographe pour flûte et piano), est composé du 23 au 27 octobre 1911 (mais Nadia Boulanger évoque des esquisses vers 1908).
L'œuvre, écrite pour flûte ou violon et piano, est dédiée à Marie-Danielle Parenteau, amie de Lili Boulanger, fille du médecin ophtalmologiste de la famille Boulanger.
La pièce existe également dans une transcription pour violon ou flûte solo et petit orchestre, réalisée par la compositrice, et une autre pour quatuor à cordes, harpe et orgue, d'Arthur Honegger.

## Création
Nocturne est créé à Paris le 17 décembre 1915 au Petit Palais, avec Cortège, par Émile Mendels (violon) et la compositrice au piano, lors d'une séance de musique dédiée aux Poilus, autour de l'exposition des « Cocardes de Mimi-Pinson » organisée par Gustave Charpentier. La pièce est reprise le 1er décembre 1917, salle Gaveau, par Yvonne Astruc (violon) et Nadia Boulanger (piano).
La version pour flûte et piano est donnée en première audition le 9 juin 1921 salle Pleyel, lors d'une « Audition d'œuvres de Lili Boulanger précédée d'une causerie de Camille Mauclair », par Philippe Gaubert (flûte) et Nadia Boulanger (piano).
La version pour flûte et orchestre est créée au Casino de Dieppe le 27 septembre 1920 par Gaston Blanquart (flûte), sous la direction de Georges Nazy. Nadia Boulanger dirige la version pour flûte solo et petit orchestre à Radio Lausanne le 28 octobre 1948.

## Édition
La partition pour violon ou flûte et piano, sous le titre de Nocturne, est publiée par Ricordi en 1918 (cotage R. 532). Le contrat d'édition a été signé par Lili Boulanger le 29 janvier 1918.
L'œuvre est par la suite éditée en recueil par Schirmer (New York, 1981, cotage 48156c), avec Cortège, sous le titre de Deux Morceaux pour violon et piano.

## Transcription

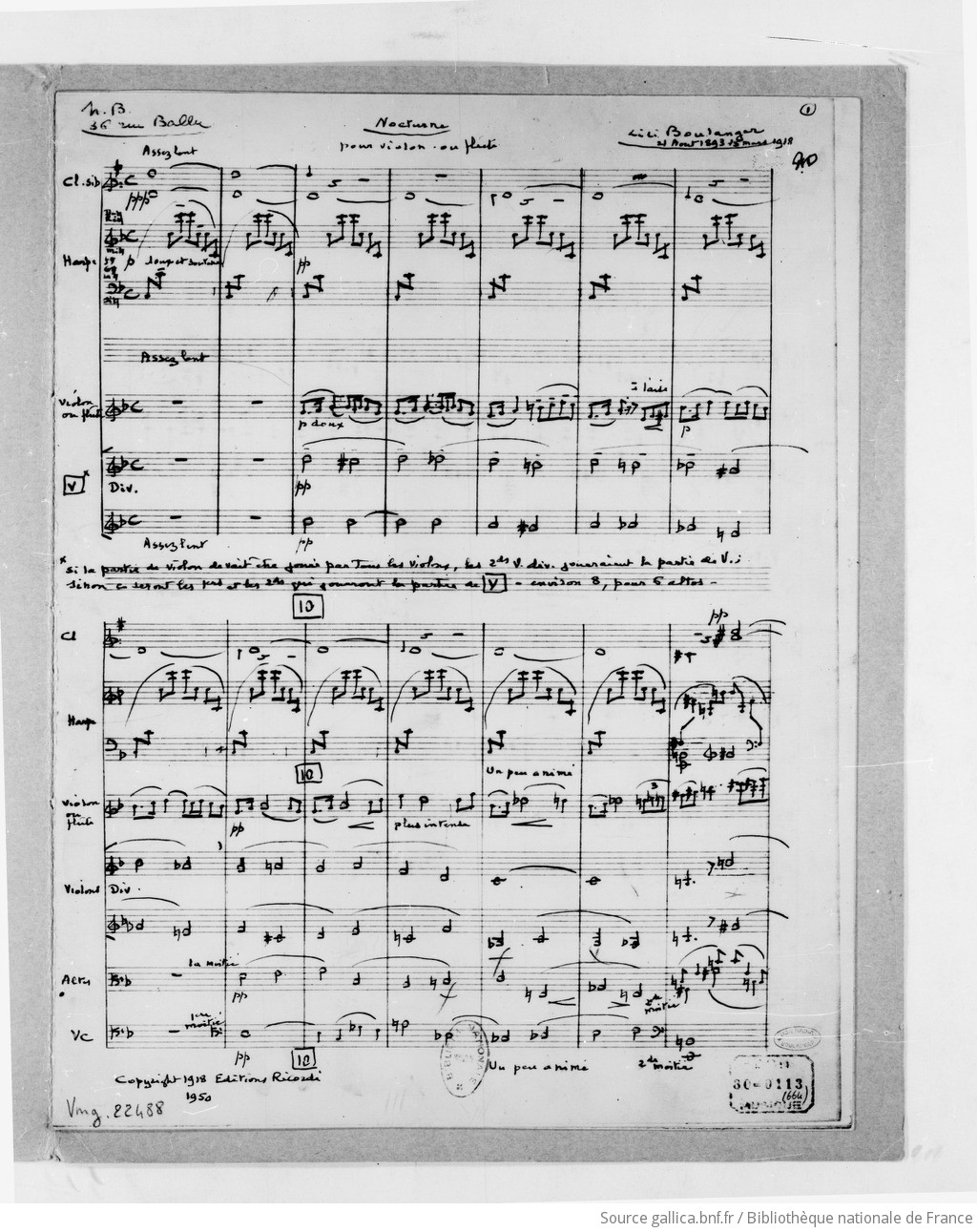
Première page du manuscrit autographe de la version avec orchestre.

Lili Boulanger a réalisé une orchestration de l'accompagnement de l'instrument soliste (violon ou flûte). L'instrumentation de cette version orchestrale requiert :
| Instrumentation de Nocturne                                          |
| Bois                                                                 |
| 2 flûtes, 2 clarinettes                                              |
| Claviers / cordes pincées                                            |
| harpe                                                                |
| Cordes                                                               |
| premiers violons, seconds violons, altos, violoncelles, contrebasses |

L'œuvre existe également dans une transcription pour quatuor à cordes, harpe et orgue d'Arthur Honegger, datée du 18 mars 1918, soit la veille de l'enterrement de Lili Boulanger. Cette transcription, qui reprend l'instrumentation du Pie Jesu de la compositrice, a probablement été jouée durant la cérémonie.

## Commentaires
Nocturne, « au profond lyrisme », est d'une durée moyenne d'exécution de deux minutes cinquante environ.
Pour Émile Naoumoff, le morceau « est tout entier en lignes simples et poétiques ».
Pour Jacques Bonnaure, « c'est une pièce rêveuse que l'on a pu associer à un courant musical impressionniste, en raison de son harmonie subtile, mais la jeune compositrice y fait preuve d'un beau sens mélodique ».

## Discographie
- In Memoriam Lili Boulanger, Olivier Charlier (violon) et Émile Naoumoff (piano), Marco Polo 8.223636, 1993.
- Compositrices à l'aube du XXe siècle, Juliette Hurel (flûte) et Hélène Couvert (piano), Alpha 573, 2020[8].
- Visions poétiques, ensemble Reflets : Thierry Durand (flûte) et Marie-Laure Boulanger (piano), Calliope CAL2078, 2020[9].
- Les heures claires : The Complete Songs Nadia & Lili Boulanger, Sarah Nemtanu (violon) et Anne de Fornel (piano), Harmonia Mundi HMM 90235658, 2023[10].
- Fauré, Ravel, Enesco, Boulanger, Gaëtane Prouvost (violon) et Dana Ciocarlie (piano), EnPhases, 2023.